# (8684) Reichwein
(8684) Reichwein es un asteroide perteneciente al cinturón de asteroides, región del sistema solar que se encuentra entre las órbitas de Marte y Júpiter, descubierto el 30 de marzo de 1992 por Freimut Börngen desde el Observatorio Karl Schwarzschild, en Tautenburg, Alemania.

## Designación y nombre
Designado provisionalmente como 1992 FO3. Fue nombrado en honor al pedagogo reformista alemán Adolf Reichwein (1898-1944), que dirigió los cursos de educación para adultos en Jena durante 1925-1929 y se convirtió en profesor de historia y educación cívica en Halle en 1930. Fue un temprano opositor al fascismo, fue despedido de Halle en 1933 y trabajó como maestro en una escuela de un pueblo alejado. Reichwein participó en la fundación del ilegal Círculo de Kreisau, fue uno de sus asesores más cercanos y fue designado ministro de educación en un nuevo estado alemán liberado. Fue arrestado a principios de julio de 1944, condenado a muerte por el Volksgerichtshof tres meses después y ejecutado el mismo día.

## Características orbitales
Reichwein está situado a una distancia media del Sol de 2,166 ua, pudiendo alejarse hasta 2,257 ua y acercarse hasta 2,074 ua. Su excentricidad es 0,042 y la inclinación orbital 1,238 grados. Emplea 1164,28 días en completar una órbita alrededor del Sol.

## Características físicas
La magnitud absoluta de Reichwein es 14,96. 